# Castelfranco in Miscano
Castelfranco in Miscano é uma comuna italiana da região da Campania, província de Benevento, com cerca de 1.065 habitantes. Estende-se por uma área de 43 km², tendo uma densidade populacional de 25 hab/km². Faz fronteira com Ariano Irpino (AV), Faeto (FG), Ginestra degli Schiavoni, Greci (AV), Montecalvo Irpino (AV), Montefalcone di Val Fortore, Roseto Valfortore (FG).

## Demografia
| Variação demográfica do município entre 1861 e 2011                               |
|                                                                                   |
| Fonte: Istituto Nazionale di Statistica (ISTAT) - Elaboração gráfica da Wikipedia |